# Acacia torticarpa
Acacia torticarpa é uma espécie de leguminosa do gênero Acacia, pertencente à família Fabaceae.